# Imantodes cenchoa
Imantodes cenchoa là một loài rắn trong họ Rắn nước. Loài này được Linnaeus mô tả khoa học đầu tiên năm 1758. Nó ăn tắc kè, ếch, trứng bò sát và trứng ếch.

## Phân bố
Miền Nam Mexico, Guatemala, Honduras, Belize, El Salvador, Nicaragua, Costa Rica, Panama, Colombia, Venezuela, French Guiana, Brazil, Bolivia, Paraguay, Peru, Argentina, Ecuador, Trinidad và Tobago.

## Hình ảnh

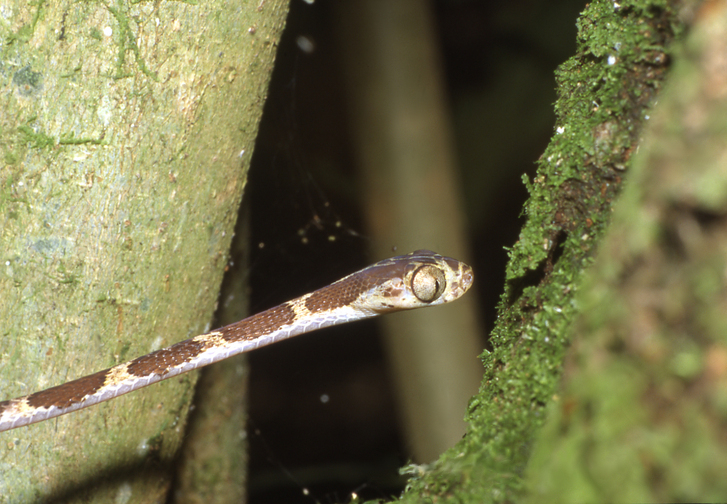
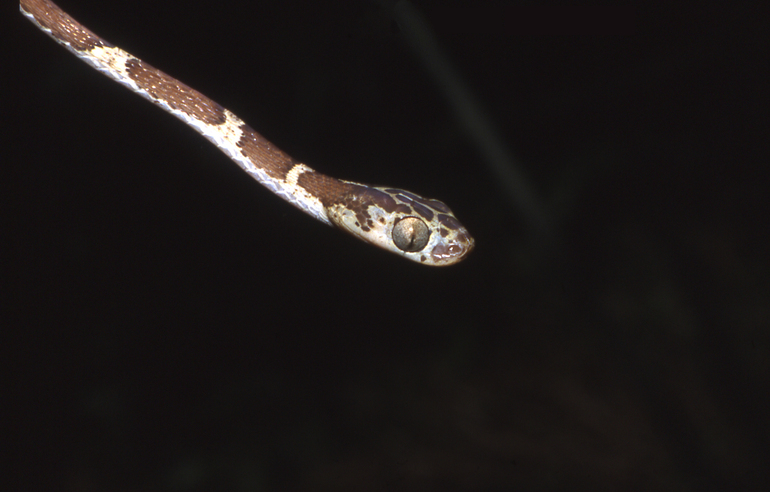
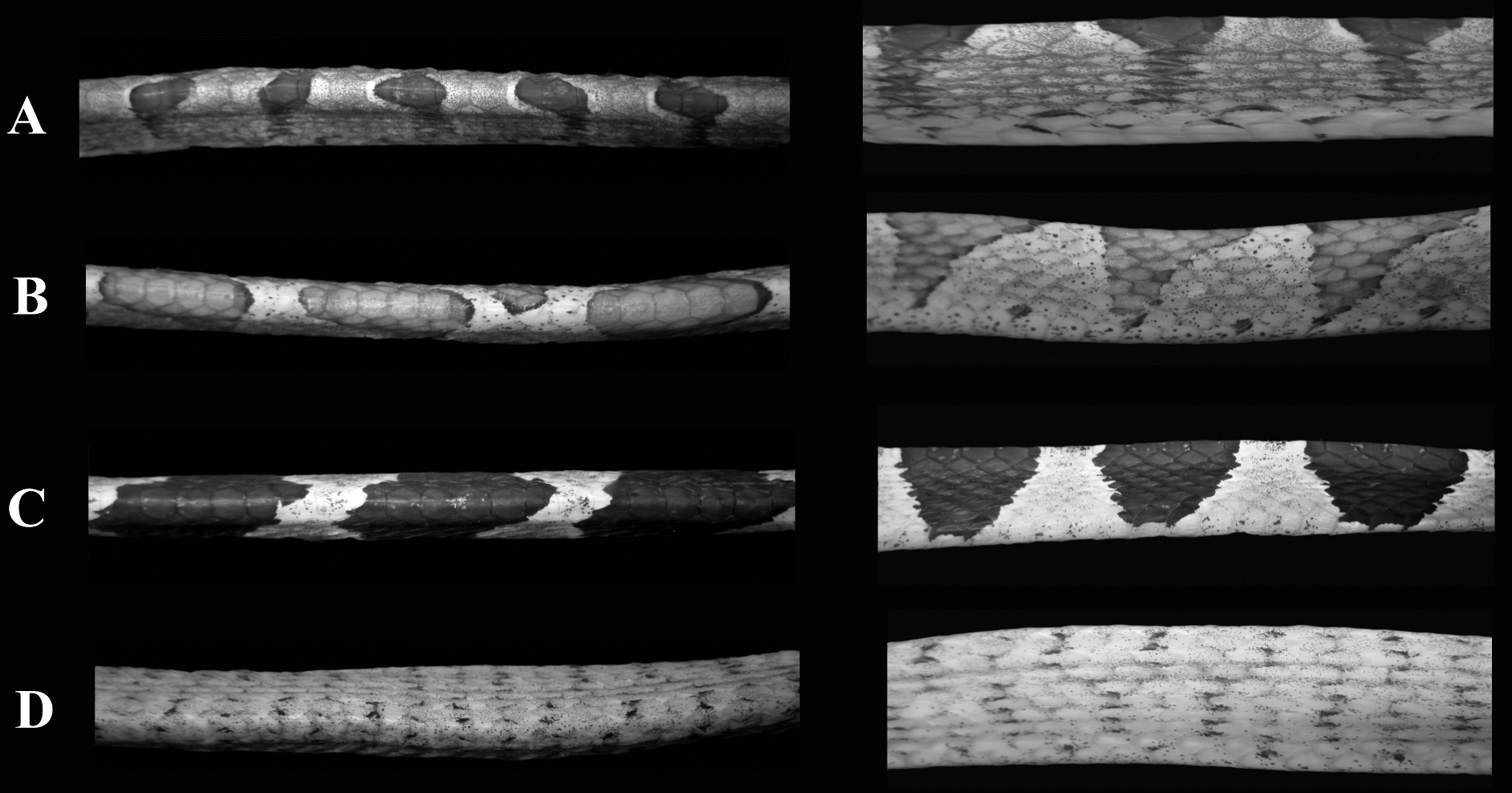
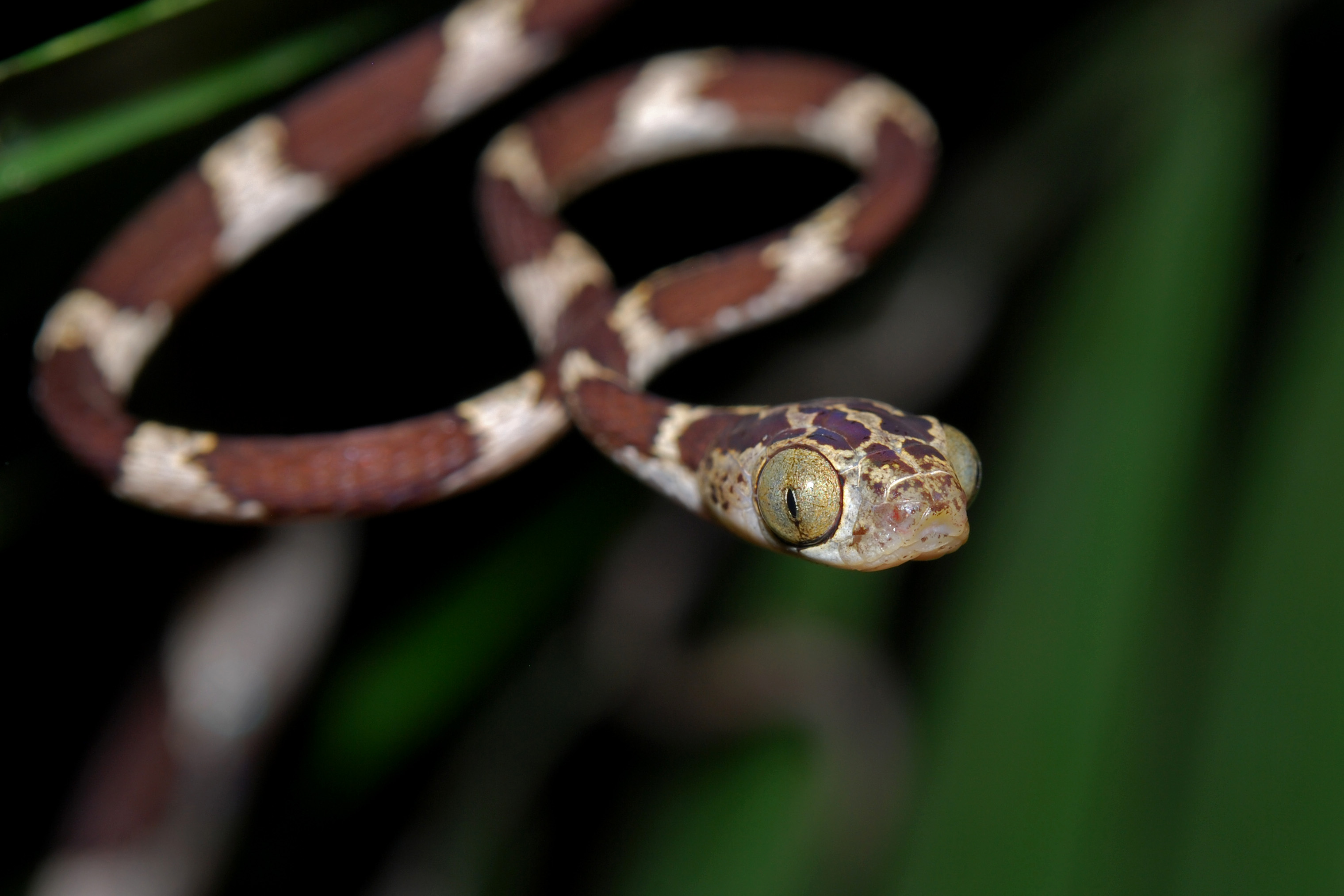